# Parco nazionale di Niah

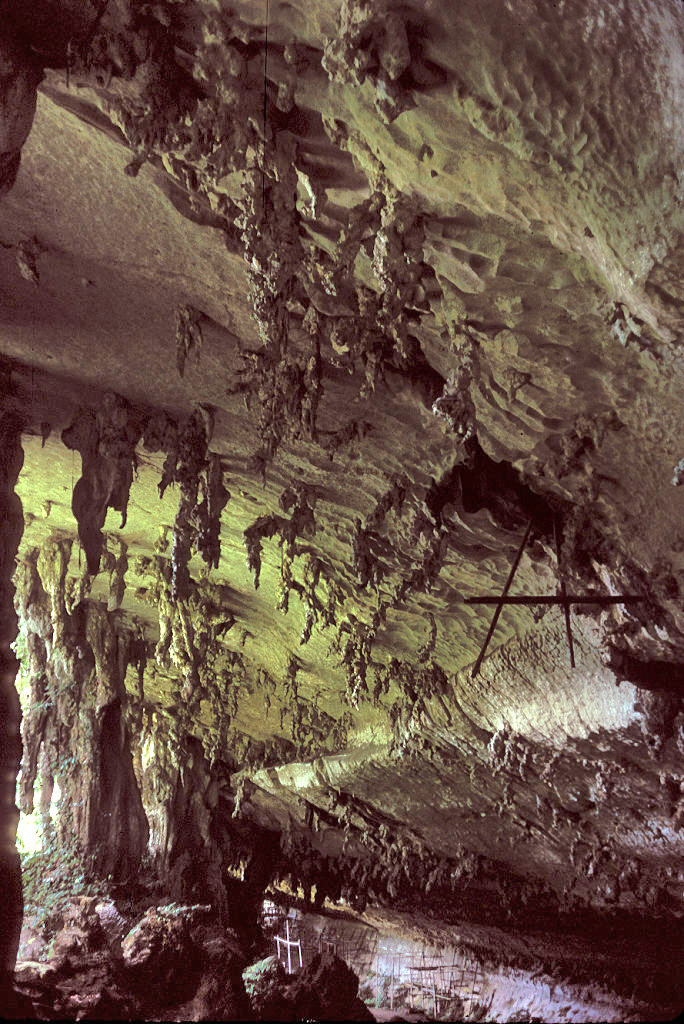
Grotte di Niah

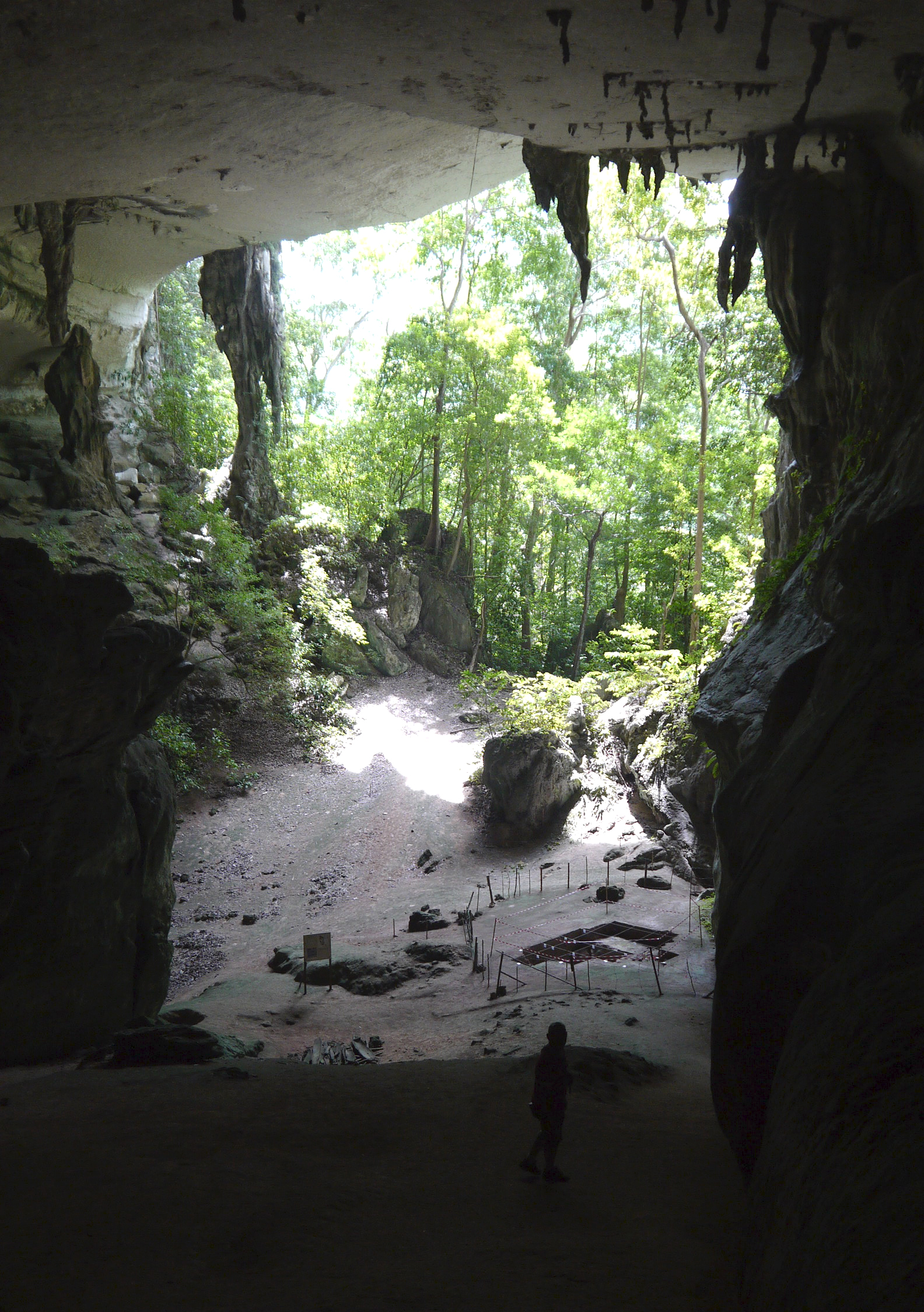
La "Grotta Dipinta" (Kain Hitam), una piccola cavità situata a sud del complesso della Grande Grotta di Niah in cui sono stati rinvenuti reperti archeologici e antichi luoghi di sepoltura con pitture rupestri.

Il parco nazionale di Niah è un parco nazionale situato nella divisione di Miri, nello stato del Sarawak, in Malaysia. Il sito include le grotte calcaree di Niah e l'omonimo sito archeologico. Il parco nazionale si estende per 31,4 km² e fu istituito nel 1974. Nel 2010 è stato incluso nelle candidature dei patrimoni mondiali dell'umanità dell'UNESCO, ed è stato iscritto nella lista nel 2024.

## Grotte di Niah
La grotta principale, la Grande Grotta di Niah, si trova a Gunung Subis e si compone di diverse camere voluminose con soffitti alti. La Grotta Grande si trova in un blocco di calcare di grandi dimensioni, lungo circa un chilometro nel verso nord-sud e circa mezzo chilometro di larghezza, che si stacca dal complesso principale di Gunung Subis, da una valle larga circa 150-200 metri. Il principale complesso Gunung Subis sale a circa 394 metri sul livello del mare nel punto più alto.  L'intero "complesso calcareo di Gunung Subis" si trova a circa 17 km dalla costa del mar Cinese Meridionale e circa 65 chilometri a sud ovest della città di Miri. Il complesso delle grotte è grosso modo a forma di cuore e misura cinque chilometri dalla punta nord a sud e quattro chilometri di diametro. Il Gunung Subis è circondato da una bassa campagna con dolci colline in cui il piccolo massiccio calcareo e i suoi piccoli blocchi indipendenti salgono piuttosto bruscamente fuori dalla giungla, alcuni con alte scogliere di oltre 100 metri. Anche se si tratta di un vasto sistema di grotte, rispetto ad altri nel Sarawak, è stata stimata un'estensione di circa 10 ettari e un'altezza - in alcuni punti - di circa 75 metri dal pavimento della caverna. In termini geologici, i calcari fanno parte della "formazione di Subis", datata circa da 20 a 16 milioni di anni fa, durante il Miocene inferiore.

## Archeologia
Le grotte sono state utilizzate dall'uomo in tempi diversi che vanno dalla preistoria al neolitico, fino alla dinastia cinese Sung e ai tempi più recenti.
La grotta è un importante sito preistorico dove sono stati trovati resti umani risalenti a 40.000 anni fa. Questo è il più antico insediamento umano registrato nella zona est di Malesia. Studi più recenti pubblicati nel 2006 hanno evidenziato che la prima attività umana nelle grotte di Niah risale da 46.000 a 34.000 anni fa. La Grotta Dipinta, situata in un blocco di pietra calcarea molto più piccolo, a circa 150 metri dalla punta sud-orientale del blocco della Grotta Grande, ha pitture rupestri datate a 1.200 anni fa. Gli archeologi hanno ipotizzato anche un periodo precedente per gli attrezzi di pietra trovati nella valle di Mansuli, nei pressi di Lahad Datu nel Sabah, ma precise analisi di datazione non sono state ancora pubblicate.
Gli studi e le ricerche sono state iniziate da Tom Harnett Harrisson negli anni 1950/1960. Da allora università locali e scienziati stranieri hanno continuato la ricerca archeologica, e molti articoli sono stati pubblicati nel Sarawak Museum Journal. Il sito è stato ri-scavato dal 1999 al 2003 da una spedizione anglo-malese congiunta per determinare l'accuratezza del lavoro di Harrisson.
Tra gli oggetti rinvenuti nella grotta di Niah vi sono strumenti da taglio e fiocchi del Pleistocene, asce neolitiche, asce, ceramiche, gioielli con conchiglie, barche, stuoie, poi strumenti di ferro e ceramiche e perle di vetro risalenti all'età del ferro. Il più importante ritrovamento è stato un cranio umano datato 38.000 anni prima di Cristo. La grotta dipinta ha bare dipinte e di legno raffigurate come "navi della morte".

## Attività
Le grotte sono ben noti per l'industria alimentare dei nidi di rondine (Swiftlet) Si tratta di una destinazione turistica molto popolare nel Sarawak.